# Bambi-Verleihung 2013
Die 65. Bambi-Verleihung des Medien- und Fernsehpreises fand am 14. November 2013 im Stage Theater in Berlin statt. Sie wurde von Helene Fischer moderiert.

## Hintergründe

### Übertragung
Die Verleihung wurde live in der ARD, deren Onlineportal und auch über YouTube übertragen. Die Quote war mit 4,82 Millionen Zuschauern (16,9 Prozent) deutlich besser aus als im Vorjahr. Als sich Udo Jürgens nach dem Erhalt des Bambi ans Klavier setzte, wurden die Onlineübertragungen allerdings unterbrochen. Der Grund: Die Senderechte waren nicht ausreichend geklärt.

### Der Publikumspreis
2013 wurde beim Publikumspreis das TV-People-Magazin des Jahres gesucht. Zur Wahl standen Brisant, Exclusiv – Das Starmagazin, Leute heute, Prominent! und Taff. Brisant konnte die Abstimmung gewinnen.
Zusätzlich wurde auch über den Bambi für Comedy im Internet abgestimmt. Dort setzte sich Sascha Grammel gegen Olaf Schubert und Ilka Bessin (Cindy aus Marzahn) durch.

## Kritiken
Alexander Kühn vom Spiegel fand, dass Burda „[n]ach der katastrophalen Einschaltquote im Vorjahr“ extra viele Prominente versammelte, „um der ARD einen guten Grund zu liefern, die werbeträchtige Übergabe seiner Miniatur-Rehe auch weiterhin zu übertragen.“ Und er gibt als Beispiel an, wie Barbara Schöneberger Robbie Williams angekündigte, damit der Pep Guardiola zur Laudatio von Jupp Heynckes auf die Bühne rufen konnte. Oder dass die Burdagattin und Tatortkommissarin Maria Furtwängler 35 ihrer Kollegen zur Würdigung von Gunther Witte, dem Erfinder des Tatort, auf die Bühne brachte. Als rührenden Moment nennt er die Ehrung von Jupp Heynckes.
Ruth Schneeberger von der SZ erwähnt zunächst die Standardformulierungen a la „gähnend lahme Veranstaltung“ oder „Selbstbeweihräucherung, die die Außenwelt nicht braucht“, um dann den Fokus auf den roten Teppich vor der Verleihung zu legen. Dabei beobachtet sie, wie Leute wie Bill Gates oder Pep Guardiola dort einfach untergehen gegenüber Stars wie Miley Cyrus oder Robbie Williams. Ansonsten kritisiert sie, dass der Bambi am „ganz großen Konsens“ ausgerichtet sei. Als Folge habe nun auch die Jury beim Bambi erkannt, dass es sich beim Tatort „doch um eine ganz passable Serie handeln muss“. Und sie weist darauf hin, dass Helene Fischer die Veranstaltung mit den Worten „Meine Damen und Herren, das war der Echo 2013“ beendet hat.

## Preisträger

### Beste Schauspielerin
Nadja Uhl für Operation Zucker

 Laudatio: Heiner Lauterbach 
Hannah Herzsprung für Der Geschmack von Apfelkernen und Weissensee
Carla Juri für Feuchtgebiete

### Bester Schauspieler
Tom Schilling für Oh Boy und Unsere Mütter, unsere Väter

 Laudatio: Marie Bäumer 
Heino Ferch für Das Adlon. Eine Familiensaga und Verratene Freunde
Sebastian Koch für Stirb langsam – Ein guter Tag zum Sterben und Das Wochenende

### Comedy
Sascha Grammel

 Laudatio: Barbara Schöneberger 
Olaf Schubert
Ilka Bessin

### Ehrenpreis der Jury
Gunther Witte

 Laudatio: Johannes B. Kerner 

### Entertainment
Robbie Williams

 Laudatio: Samu Haber 

### Fashion
Victoria Beckham

 Laudatio: Karl Lagerfeld 

### Film
Matthias Schweighöfer für Schlussmacher

 Laudatio: Jasmin Gerat, Jessica Schwarz und Nadja Uhl 
Florian David Fitz für Jesus liebt mich
Til Schweiger für Kokowääh 2

### Integration
Ismail Öner für MitternachtsSport e. V.

 Laudatio: David Kross 

### Klassik
David Garrett

 Laudatio: Veronica Ferres 

### Lebenswerk
Udo Jürgens

 Laudatio: Hellmuth Karasek 

### Millennium
Bill Gates und Melinda Gates für die Bill & Melinda Gates Foundation

 Laudatio: Günther Jauch 

### Musik National
Helene Fischer

 Laudatio: Til Schweiger 

### Pop International
Miley Cyrus

 Laudatio: Klaas Heufer-Umlauf und Joko Winterscheidt 

### Publikums-BAMBI: TV-People-Magazin des Jahres
Mareile Höppner und Kamilla Senjo für Brisant

 Laudatio: Patricia Riekel 
Exclusiv – Das Starmagazin
Leute heute
Prominent!
Taff

### Sonderpreis der Jury
Andrea Berg

 Laudatio: Kai Pflaume

### Sport
Jupp Heynckes

 Laudatio: Pep Guardiola und Robbie Williams 

### Unsere Erde
Grazia Migliosini für die Rettung von Flüchtlingen vor Lampedusa

 Laudatio: Frank Plasberg 